# Oakfield (village, New York)
Pour les articles homonymes, voir Oakfield.
Ne doit pas être confondu avec Oakfield (town, New York).
Oakfield est un village situé dans le comté de Genesee, dans l'État de New York, aux États-Unis,. En 2010, il comptait une population de 1 813 habitants.

## Démographie
Lors du recensement de 2010, le village comptait une population de 1 813 habitants. Elle est estimée, en 2019, à 1 693 habitants.